# 翁容
翁容（法語：Onjon，法語發音：[ɔ̃ʒɔ̃]）是法国奥布省的一个市镇，属于特鲁瓦区。

## 地理
翁容（48°23'44"N, 4°16'54"E）面积22.31 平方千米，位于法国大東部大區奥布省，该省份为法国中北部省份，北起马恩省，西接塞纳-马恩省，西南至约讷省，东南至科多尔省，东临上马恩省。
与翁容接壤的市镇（或旧市镇、城区）包括：瓦勒多宗、布伊卢森堡、沙尔蒙苏巴尔比斯、隆索勒、吕耶尔、皮内、鲁伊-萨塞。

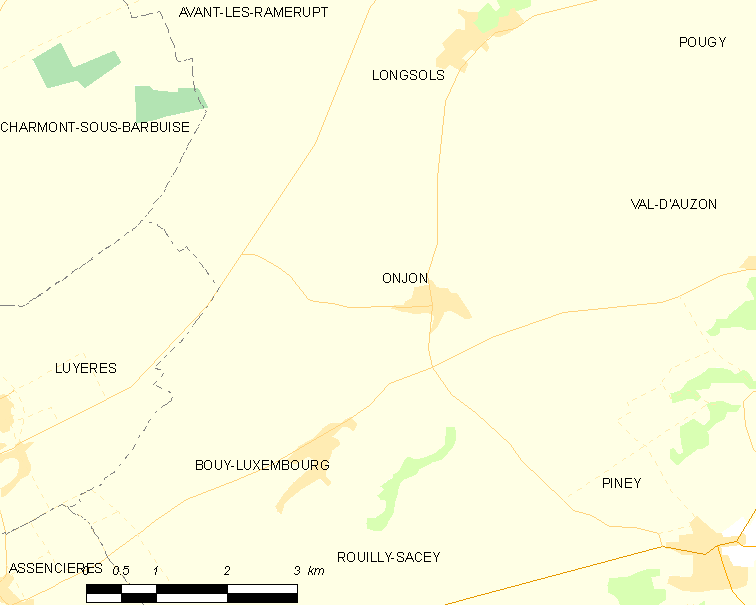
翁容的OSM定位图

翁容的时区为UTC+01:00、UTC+02:00（夏令时）。

## 行政
翁容的邮政编码为10220，INSEE市镇编码为10270。

## 政治
翁容所属的省级选区为布列讷堡县。

## 人口

1962-2008年间翁容人口变化图示

翁容于2022年1月1日时的人口数量为260人。